# Constantin Sandu-Aldea
Constantin Sandu-Aldea (14. listopadu 1874 Tichilești, Brăila – 21. března 1927 Bukurešť) byl rumunský inženýr, agronom, učitel, spisovatel a básník.

## Životopis
Narodil se v rodině rolníka Sandu Petrea Pârjola a Tudory. Po dokončení studií na střední škole Nicolae Bălcescu v Brăile navštěvoval v letech 1892–1896 zemědělskou školu Herăstrău se sídlem v Bukurešti, kterou absolvoval jako agronom. V letech 1901–1907 absolvoval pokročilé kurzy na École nationale supérieure d'horticulture ve Versailles; od roku 1904 studoval na Zemědělské univerzitě v Berlíně, kde roku 1906 získal doktorát.
Sandu-Aldea pracoval jako asistent pedagoga pro aplikované zemědělství a zootechniku na modelové farmě v Laze v kraji Vaslui; sloužil jako vedoucí kanceláře na ministerstvu zemědělství a domén; od roku 1908 byl profesorem a ředitelem školy v Herăstrău. Jako agronom byl zakladatelem vědy o šlechtění rostlin v Rumunsku (Ameliorea planter agricole, 1915). V roce 1919 se stal členem korespondentem Rumunské akademie.

### Literární činnost
Sandu-Aldea debutoval básněmi a cestopisnými poznámkami, ale prosadil se především jako prozaik. Postavy jeho povídek (shromážděných ve svazcích În urma plugului, Pe drumul Bărăganului, Ape mari, Pe Mărgineanca, a și Călugărenii) a jeho románu Două neamuri pocházejí ze světa Bărăganu a dunajských bažin, jsou živelné a divoké povahy, poháněné násilnickými instinkty.
Překládal Henrika Ibsena, Leonida Andrejeva, Pierre Lotiho a Hermanna Sudermanna. V roce 1921 obdržel cenu „Neuschotz“ Rumunské akademie za svazek Călugărenii.

## Dílo
- În urma plugului, 1905
- Două neamuri, 1906
- Pe drumul Bărăganului, 1908
- Ape mari, 1910
- Pe Mărgineanca, 1912
- și Călugărenii, 1920
- Pe drumul bărăganului: Nuvele şi schiţe – ediţ. ingrijită şi studiu introductiv de Petre Pintilie. Bucureşti: Edit. pentru Literatură, 1969

### V češtině
- Povinnost – úvod František Sekanina; ze sbírky Cestou Bereganem přeložil Antonín Křečan; in: 1000 nejkrásnějších novel... č. 77. Praha: J. R. Vilímek, 1914